# Pratiques culturelles en France
Pour un article plus général, voir Culture française.
Les pratiques culturelles des Français correspondent aux activités qui sont identifiées comme « culturelles » par les acteurs eux-mêmes. Le spectre de ces activités évolue avec le temps et on voit apparaître aujourd'hui à côté des pratiques traditionnelles (lecture, spectacle vivant, cinéma, télévision, écoute et pratique de la musique, arts, patrimoine) de nouvelles pratiques qui sont catégorisées comme « culturelles » (jeux vidéo et autres pratiques liées au numérique).

## Les sondages du ministère de la Culture
Une enquête sur les pratiques culturelles des Français a été réalisée par le Ministère de la Culture et de la Communication dans le but d'analyser l'évolution des activités culturelles entre les différentes générations. Il y a eu six sondages : un en 1973 ; un en 1981 ; un en 1989, ; un en 1997, un en 2008 et un en 2018. 
Le dispositif d'enquête a été identique pour chacune des six éditions : sondage auprès d'un échantillon représentatif de la population de la France métropolitaine âgée de 15 ans et plus, échantillon stratifié par régions et catégories d'agglomération, méthode des quotas, interrogation en face à face au domicile de la personne interrogée.

### Enquête de 2008
Le sondage dont les chiffres sont repris ci-dessous est celui de 2008.
Pour l'enquête de 2008, la taille de l'échantillon était de 5 000 personnes. Les résultats de cette enquête sont les suivants :
- Ont pratiqué en amateur une activité artistique autre que musicale au cours des 12 derniers mois : 15-24 ans : 42 %, 25-39 ans : 25 %, 40-59 ans : 18 %
- Ont fait de la musique ou du chant avec une organisation ou des amis au cours des 12 derniers mois : 15-24 ans : 17 %, 25-39 ans : 9 %, 40-59 ans : 6 %
- Sont inscrits et ont fréquenté une bibliothèque au cours des 12 derniers mois : 15-24 ans : 31 %, 25-39 ans : 20 %, 40-59 ans : 15 %
- Ont lu 20 livres ou plus au cours des 12 derniers mois : 15-24 ans : 16 %, 25-39 ans : 14 %, 40-59 ans : 17 %
- Ont lu au moins un livre au cours des 12 derniers mois : 15-24 ans : 78 %, 25-39 ans : 72 %, 40-59 ans : 68 %
- Lisent un quotidien (payant) tous les jours ou presque : 15-24 ans : 10 %, 25-39 ans : 17 %, 40-59 ans : 32 %
- Écoutent de la musique tous les jours ou presque (hors radio) : 15-24 ans : 70 %, 25-39 ans : 49 %, 40-59 ans : 25 %
- Regardent la télévision 20 h et plus par semaine : 15-24 ans : 27 %, 25-39 ans : 36 %, 40-59 ans : 40 %
- Ont visité un musée ou une exposition temporaire d'art au cours des 12 derniers mois : 15-24ans : 42 %, 25-39ans : 38 %, 40-59 ans : 39 %
- Ont assisté à un concert de musique classique au cours des 12 derniers mois : 15-24 ans : 4 %, 25-39 ans : 6 %, 40-59 ans : 8 %
- Ont assisté à un spectacle de danse au cours des 12 derniers mois : 15-24 ans : 14 %, 25-39 ans : 10 %, 40-59 ans : 8 %
- Sont allés au théâtre au cours des 12 derniers mois : 15-24 ans : 28 %, 25-39 ans : 17 %, 40-59 ans : 18 %
- Sont allés au cinéma 12 fois ou plus au cours des 12 derniers mois : 15-24 ans : 29 %, 25-39 ans : 14 %, 40-59 ans : 11 %
- Sont allés au cinéma au moins une fois au cours des 12 derniers mois : 15-24 ans : 88 %, 25-39 ans : 68 %, 40-59 ans : 55 %
- Sortent le soir au moins une fois par semaine : 15-24 ans : 70 %, 25-39 ans : 46 %, 40-59 ans : 31 %

D'après ces chiffres, on peut conclure que selon l'âge, les activités culturelles sont très différentes : relativement plus de sport pour la catégorie 15-24 ans que pour la catégorie 40-59 ans, beaucoup plus de sorties le soir, moins de télévision, beaucoup d'écoute de musique.

### Enquête de 2018
L'enquête de 2018 met en évidence l'apparition de nouvelles pratiques qualifiées de « culturelles » par leurs acteurs alors qu'elles n'étaient pas identifiées comme telles antérieurement, l’essor très important des pratiques culturelles numériques, le nombre plus important de Français qui fréquentent les lieux culturels, surtout après 40 ans, la réduction des écarts constatés auparavant entre les territoires et parfois entre les catégories sociales, une singularité des pratiques des plus jeunes, le déclin des pratiques privilégiées par la génération née après la Seconde Guerre mondiale, la baisse du temps passé devant la télévision, surtout pour les plus jeunes.

## Autres enquêtes
En dehors des enquêtes organisées par le ministère de la Culture, d'autres enquêtes, souvent plus ciblées, sont menées dans des cadres différents.